# 伊藤貴則
伊藤 貴則（いとう たかのり、1993年9月20日 - ）は、日本のプロレスラー。大阪府大阪市出身。プロレス活動はGLEAT所属。芸能活動はWALK.所属。

## 略歴
2016年4月にWRESTLE-1が運営するプロレス学校、プロレス総合学院の2期生として入学。2016年9月のWRESTLE-1後楽園ホール大会でのタッグマッチのNOSAWA論外＆MAZADA戦でデビュー（パートナーはデニス篠原）。
2016年11月12日、「プロレスリングA.C.E」の旗揚げに参戦、所属選手となる。
2017年1月、練習中に右膝を負傷してしまい、長期欠場へ。
4月2日、プロレスリングA.C.Eの第4回興業にてアンドロメダKENと組んでタナカ岩石&進藤翔とのタッグマッチで復帰。
4月19日、ベテランの河野真幸とシングルマッチで激突。敗北するも、試合後にWRESTLE-1タッグチャンピオンシップに挑戦するためのパートナーを探していた河野から共闘を持ちかけられ受諾。5月4日の後楽園ホール大会で土肥孝司と熊ゴローの土肥熊が保持するWRESTLE-1タッグチャンピオンシップに河野とのタッグで挑戦し、熊ゴローからジャーマンスープレックスホールドで3カウントを奪取して第9代WRESTLE-1タッグ王者となり、デビュー7か月でのタイトル奪取という快挙を成し遂げた。
6月6日、後楽園ホール大会でタッグ王座に挑戦してきた征矢学&タナカ岩石組を相手に初防衛するも、6月24日横浜ラジアントホール大会で土肥熊との防衛戦に敗れてしまい、タッグ王座から転落。
7月2日、A.C.E新木場大会でWRESTLE-1 GRAND PRIX 2017本戦へA.C.E出場枠の1つの座をかけて4選手で争うトーナメントに出場。1回戦でプロレス総合学院1期生の頓所隼を下し、決勝でも1期生の立花誠吾を撃破して本戦出場を決めた。
7月12日、後楽園ホール大会でのWRESTLE-1 GRAND PRIX 2017本戦に出場し、1回戦で強敵・近藤修司と対戦し見事勝利。準決勝ではタッグパートナーの河野との対決になったが、ギブアップ負けを喫し決勝進出ならず。
7月16日、土肥の保持するWRESTLE-1リザルトチャンピオンシップに挑戦し、勝利。第2代王者となる。8月6日のホテル石庭大会で熊ゴローと防衛戦を行い勝利して初防衛を果たすが、11日の後楽園ホール大会でシングルマッチから防衛戦に変更となった立花誠吾との試合でギブアップ負けを喫してしまい王座転落。試合後即座にリマッチ権の行使を宣言すると、9月2日の横浜文化体育館大会でのリザルト王座戦で立花に勝利し、第4代リザルト王者に帰り咲いた。試合後、土肥熊を撃破してWRESTLE-1タッグ新王者となったカズ・ハヤシと近藤のチーム246Prsidentsに河野とのタッグで挑戦を表明。
9月18日、後楽園ホール大会にて河野とのタッグでチーム246Prsidentsが保持するWRESTLE-1タッグチャンピオンシップに挑むも、カズのウラカン・ラナで敗北。タッグ王座への帰り咲きとはならなかったが、24日から始まるWRESTLE-1 TAG LEAGUE 2017へ向けて引き続き河野とのタッグで参戦を表明した。
9月21日、立花誠吾と共に10月1日付でこれまで所属していたプロレスリングA.C.EからWRESTLE-1への所属になることが発表された。
10月8日、神戸サンボーホール大会のメインイベントで3度目となる立花とのリザルト王座防衛戦に勝利し、立花との一連の抗争にひとまずの終止符を打った。
10月9日、GENスポーツパレスにて行われたプロレスリングA.C.E Vol.7に出場し、A.C.Eでのラストマッチとして稲葉大樹に挑むもドローで終わる。試合後に稲葉からNEW ERAに勧誘されるも一旦保留し、直後に自身が保持するリザルト王座の次期挑戦者に稲葉を逆指名した。
11月5日、後楽園ホール大会にて稲葉とのリザルト王座防衛戦に臨み、タフさと粘りを見せる稲葉を相手に苦しい展開になるが、新技ナイトライドや蹴り技のラッシュで主導権を握ると、最後はジャーマンスープレックスホールドで勝利して防衛に成功した。そして試合後に互いの健闘を称え合うと、対戦相手の稲葉から勧誘されていたNEW ERA入りを自ら志願して正式加入となる。直後にメインイベントにて行われたWRESTLE-1チャンピオンシップで熊ゴローを下して6度目の防衛を達成した芦野祥太郎に次期挑戦者として挑戦表明。
12月2日、横浜ラジアントホール大会でEnfants Terriblesの芦野と立花と児玉裕輔が保持するUWA世界6人タッグ王座に土肥と熊ゴローとのトリオで挑戦し、10日のチャンピオンシップ前哨戦と言わんばかりに激しいぶつかり合いとなったが、終盤にタッグ王者でもある土肥熊の連携から土肥が児玉から垂直落下式ブレーンバスターで3カウントを奪取してトリオ王座初戴冠。
12月10日、後楽園ホール大会のメインイベントで芦野が保持するWRESTLE-1チャンピオンシップに挑戦し、得意の蹴り技を中心に追い込んでいくものの、最後は芦野に一瞬の隙を突かれた直後にアンクルロックの前に沈み、ギブアップ負け。試合後のバックステージで今後へ向けての再起を誓った。
W-1活動休止により、2020年3月31日をもって所属契約を解消。4月1日よりフリーランスとなる。同年8月20日、リデットエンターテインメントが設立する「GLEAT」への所属を発表。
GLEAT入団後はLIDET UWFでもタッグを組む機会の多かった渡辺壮馬や飯塚優らと無所属のまま行動を共にする事が多かったが、2023年からGLEATフリー参戦していた児玉裕輔と神野聖人とラーメン屋をモチーフにしたユニットのやんず家（やんずファミリー）を結成。前掛けを装着して暖簾を潜るパフォーマンスや実際のラーメン屋のような言語がマイクパフォーマンスで使われたりなど各々の個性が際立つユニットとして活躍中。後にSTRONGHEARTS追放になった鬼塚一聖も加入し、見習いとして指導しつつ後にタッグを結成する。
2023年6月7日、後楽園ホール大会で行われたLIDET UWF王座初代王者決定トーナメント決勝で青木真也を撃破して初代王者となるも、7月1日に行われたフジタ"Jr"ハヤトとの初防衛戦に敗北し王座転落。

## 人物
恵まれた体格に加え、空手仕込みの多彩且つ力強い蹴りや、身体の柔らかさを活かし綺麗な放物線を描くようなジャーマンスープレックスなど打撃と投げ技の両方を駆使したハイブリッドなファイトスタイルが特徴。度々見せるベテラン顔負けのビッグマウスとは裏腹に、リング外ではファンをとても大事にしている。試合前後のコメントには時折関西弁が出る。

## 得意技
- ジャーマン・スープレックス
- 各種キック

## タイトル歴
WRESTLE-1
- WRESTLE-1リザルトチャンピオンシップ（第2代、第4代）
- WRESTLE-1タッグチャンピオンシップ（第9代）（w / 河野真幸）
- UWA世界6人タッグ王座（第61代）（w / 土肥孝司、熊ゴロー）

GLEAT
- LIDET UWF王座（初代）

## 入場曲
- 鼓舞（GLEAT使用）

作曲：持田泰孝
- ALL FOR YOU（Black Label Society）

## 出演
- ヒルナンデス!（2016年8月24日、日本テレビ）